# 이윤용 (조선귀족)
이윤용(李允用, 1854년~1939년 9월 8일)은 조선의 말기의 문신, 정치가, 대한제국의 황족이며, 한일 병합 과정에서 일본에 협력했다. 이완용의 이복 서형이다.
중추부 판사 이호준(李鎬俊, 1821년~1901년)의 서자(庶子)로 이완용의 이복 서형이다. 본관은 우봉(牛峰), 평안도 평양에서 출생하였으며 황해도 금천에서 유아기를 잠시 보낸 적이 있고 훗날 한성부에서 성장하였다. 흥선대원군의 서녀 사위, 조대비의 조카인 조성하의 서(庶) 처남이기도 하다. 고종, 흥친왕 이재면의 서(庶) 매부가 된다.

## 생애

### 생애 초반

#### 출생과 가계

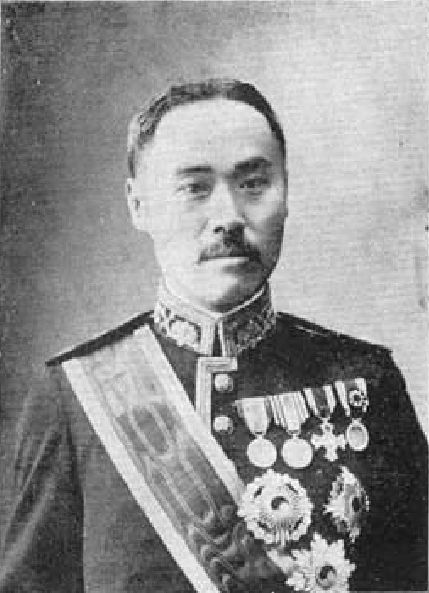
이복 동생 이완용
(그가 서자였던 탓에 아버지 이호준은 먼 친족의 아들인 이완용을 양자로 들였다.)

평안도 평양 출신으로, 판서를 지낸 이호준의 서자(庶子)였다. 이호준은 그를 적자로 올리지 않는 대신, 생전에 자신의 재산을 이윤용에게 대부분 상속하였다. 양자(養子)인 이완용은 여기에 이의를 제기하지 않고, 주변의 반발에도 자신은 제사를 받들러 온 양자라 하였다. 한편 이윤용에게 다른 친형제 자매나, 아버지 이호준의 다른 첩에게서 나온 다른 서출 형제들이 있었는지 여부는 정확하게 전하지 않고 있다.
아버지 이호준은 처세술의 달인이었다. 고종 재위기간은 임오군란, 갑신정변, 갑오경장, 을미사변, 아관파천과 같은 정치적 사변이 끊이지 않던 격동의 시기였다. 이런 와중에서 수많은 조정 대신들과 정객이 참살당하거나 외국에 망명하고 아니면 감옥에 갇히거나 귀양을 갔다. 정변이 일어날 때마다 권력은 부침을 거듭해서 계속해서 온전하게 자리를 지킨 자를 찾기가 힘들었다. 그런데 이런 격동의 시기를 살면서 이호준만은 이와 같은 정치적 사건에 단 한번도 휘말리지 않고 무려 30년 이상 국왕의 총애를 받으며 평탄한 벼슬살이를 했다. 이것은 조선 말기의 정치사에서 거의 기적과 같은 일이다. 이로 미루어 그는 처세의 달인 중에서도 가히 입신의 경지에 이른 달인이었다고 해야 할 것이다. 이러한 아버지의 처신은 그에게도 영향을 미쳤다.

#### 유년 시절
이윤용의 첫 부인은 흥선대원군의 서녀로 계성월 소생이었다. 동시에 이재선 모역 사건에 연루되어 죽은 이재선의 동복 친누이였다고 한다. 이재선의 역모 사건을 고변한 이들 중에 이재선의 친매부였던 이윤용도 있었다고 한다. 이윤용은 '운현궁이 안기영·권정호의 모의에 통하여 일이 이루어지면 대권이 다시 올 것이지만, 이루어지지 못하면 천하고 어리석은 내 자식을 죽게 만드는데 불과하다고 하여 드디어 우물쭈물 모호하게 자식을 사지로 밀어 넣은 셈이 될 수 있으니, 이는 크게 인륜을 저버리고 도리에 어긋난 행위이다.'라고 생각하여 이때부터 운현궁을 배반하고 마음을 털어 양전(고종, 민비)에 고해 바쳤다.
한편 그가 흥선대원군의 서녀와 결혼한 일로 그의 아버지 이호준과 흥선대원군의 관계는 더욱 친밀해지는 계기가 되었으며 이호준은 철종 말기, 후사가 없이 병세가 위중하자 자신의 정실 사위인 조성하, 조영하를 흥선대원군에게 연결시켜주기도 한다.

### 한일합방 이전

#### 관료 생활
그는 과거에는 응시할 수 없었지만 1869년(고종 6) 특별히 돈녕부참봉에 제수되었다. 1874년 11월 흥선대원군 실각 후에도 계속 관직에 있었고, 1881년 양덕현감이 되었다.
1881년(고종 18) 처남인 이재선이 역모로 몰려 죽자 한때 연루되어 위기를 맞았으나 이재선의 역모를 고종과 명성황후에게 고변하였다. 다시 정계에 복귀하여 1884년 통정대부로 승자했다. 전라도병마절도사로 전임되었다가 다시 내직으로 돌아와 다시 가선대부로 승진, 한성부좌윤, 금군별장, 병조참판 등을 지냈다. 1887년 가의대부(嘉義大夫)로 승자했다가 1889년 다시 자헌대부(資憲大夫)로 승진했다.
그 뒤 한성부 판윤·지의금부사를 거쳐 영변부사로 부임했다가, 1890년 봉산군수로 발령되었다. 1891년 다시 영변부사로 부임하였다. 1894년 형조판서에 임명되었으며 포도청 좌포도대장을 겸직하고, 갑오경장 이후 경무사로 근무하다가 1896년 이완용, 이범진(李範晉), 초 주조선러시아 공사관 웨베르 등과 등과 모의하여 정부 파천을 계획, 모의하고 2월 11일 아관파천에 가담, 고종과 왕실을 러시아 공사관으로 임시로 옮기는데 성공한다. 이후 친러파 내각의 군부대신과 농상공부대신을 지냈다. 1897년 의정부찬정으로 승진했다.

#### 대한제국 시대
1898년 법규교정소 의정관에 임명되어 대한제국의 성문 국법이자 한국의 첫 근대적 헌법인 대한국제의 각 규정, 조항을 제정, 수정하고 반포하는 과정에 참여하였다. 이후 중추원의관이 되고, 군부대신 등을 역임했으며 군제의정관으로 참여하여 군사 제도 제정에 참여했다. 이후 군부대신, 농상공부대신 등에 임명되었다. 이듬해 의정부찬정, 1900년(광무 3) 6월에는 육군부장에 임용되고, 그해 7월 다시 의정부찬정에 임명되었다.
1903년 경상남도관찰사로 나갔다가 다시 경상북도관찰사로 부임하였다. 1905년 찬모관(贊謀官)이 되고, 같은 해 시종원경 임시서리, 평리원재판소 재판장 등을 역임했다.
이완용이 친러파에서 친일파로 전환하는 동안 그는 지방의 관찰사와 평리원 재판관 등을 역임하다가 1906년 한성은행 설립에 참여하고 부은행장이 되었다. 1907년(광무 10) 궁내부대신에 임명되어 영친왕이 인질로 일본에 유학갈 때 수행원 자격으로 그를 수행했다. 1907년 7월 이준 등을 밀파한 헤이그 밀사사건이 일본 정부에 발각되면서 고종이 양위를 강요당하자, 대한제국 정부에서는 고종의 양위를 놓고 찬반이 나뉘었고 그는 양위 찬성에 섰다. 1907년(융희 1) 9월 19일 육군 부장직에서 면직되었다.
한편 1910년(융희 4) 5월 한미합자회사를 세운다는 말로 고종에게서 자본금을 하사받았지만 이완용과 같이 이 돈을 착복하였다.

### 한일 합방 이후
1910년 국권피탈 후 일제로부터 남작의 칭호를 받았고, 역시 조선귀족 작위를 받은 김종한이 설립한 한성은행에서 부은행장(1906년), 은행장(1909년-1923년)도 지냈다. 일제 강점기 동안 퍽 부유한 생활을 했다. 1923년 한성은행장 직에서 물러나고, 1926년 동생 이완용의 임종을 지켰다.
1928년 10월 2일 조선총독부 중추원 고문에 임명되고, 수차례 유임되어 1938년 9월 8일 사망할 때까지 역임했다.
1935년 총독부가 편찬한 《조선공로자명감》에 조선인 공로자 353명 중 한 명으로 수록되어 있다. 당뇨병을 앓아 병석에 누운 그는 약을 썼지만 효과가 없었다. 1939년 9월 8일에 경성부 가회정 9번지 자택에서 당뇨병으로 86세를 일기로 사망했다.

### 사후
시신은 경기도 양주군 광적면 광석리(현, 양주시 광적면 광석리) 선영에 안장되었다. 작위는 10월 15일 그의 장손 이병옥(李丙玉)에게 세습되었다.
2002년 발표된 친일파 708인 명단과 2008년 공개된 민족문제연구소의 친일인명사전 수록예정자 명단에 모두 선정되었다. 민족문제연구소의 목록에는 그의 작위를 습작한 손자 이병옥도 포함되어 있다. 2007년 대한민국 친일반민족행위진상규명위원회가 발표한 친일반민족행위 195인 명단에도 들어 있다.

## 가족 관계
| 흥선대원군 (興宣大院君) (운현궁 가계도) | 흥선대원군 (興宣大院君) (운현궁 가계도) | 흥선대원군 (興宣大院君) (운현궁 가계도) | 흥선대원군 (興宣大院君) (운현궁 가계도) | 흥선대원군 (興宣大院君) (운현궁 가계도) | 흥선대원군 (興宣大院君) (운현궁 가계도) |                 |                 |                 |                 |                 |                 |                 |                 |                                      |                                      |                                      |                                      | 이호준 (李鎬俊)                      | 이호준 (李鎬俊)                      | 이호준 (李鎬俊) | 이호준 (李鎬俊) | 이호준 (李鎬俊) | 이호준 (李鎬俊) |                                                                     |                                                                     |                                                                     |                                                                     |                                                                     |                                                                     |  |  |                 |                 |                 |                 |                 |                 |                 |                 |                 |                 |                 |                 | 조병익 (趙秉翼) | 조병익 (趙秉翼) | 조병익 (趙秉翼) | 조병익 (趙秉翼) | 조병익 (趙秉翼) | 조병익 (趙秉翼) |                 |                 |                 |                 |                 |                 |  |  |  |  |  |  |  |  |  |  |  |  |  |  |  |  |
| 흥선대원군 (興宣大院君) (운현궁 가계도) | 흥선대원군 (興宣大院君) (운현궁 가계도) | 흥선대원군 (興宣大院君) (운현궁 가계도) | 흥선대원군 (興宣大院君) (운현궁 가계도) | 흥선대원군 (興宣大院君) (운현궁 가계도) | 흥선대원군 (興宣大院君) (운현궁 가계도) |                 |                 |                 |                 |                 |                 |                 |                 |                                      |                                      |                                      |                                      | 이호준 (李鎬俊)                      | 이호준 (李鎬俊)                      | 이호준 (李鎬俊) | 이호준 (李鎬俊) | 이호준 (李鎬俊) | 이호준 (李鎬俊) |                                                                     |                                                                     |                                                                     |                                                                     |                                                                     |                                                                     |  |  |                 |                 |                 |                 |                 |                 |                 |                 |                 |                 |                 |                 | 조병익 (趙秉翼) | 조병익 (趙秉翼) | 조병익 (趙秉翼) | 조병익 (趙秉翼) | 조병익 (趙秉翼) | 조병익 (趙秉翼) |                 |                 |                 |                 |                 |                 |  |  |  |  |  |  |  |  |  |  |  |  |  |  |  |  |
|                                         |                                         |                                         |                                         |                                         |                                         |                 |                 |                 |                 |                 |                 |                 |                 |                                      |                                      |                                      |                                      |                                      |                                      |                 |                 |                 |                 |                                                                     |                                                                     |                                                                     |                                                                     |                                                                     |                                                                     |  |  |                 |                 |                 |                 |                 |                 |                 |                 |                 |                 |                 |                 |                 |                 |                 |                 |                 |                 |                 |                 |                 |                 |                 |                 |  |  |  |  |  |  |  |  |  |  |  |  |  |  |  |  |
| 이씨(李氏)                              | 이씨(李氏)                              | 이씨(李氏)                              | 이씨(李氏)                              | 이씨(李氏)                              | 이씨(李氏)                              |                 |                 |                 |                 |                 |                 | 이윤용 (李允用) | 이윤용 (李允用) | 이윤용 (李允用)                      | 이윤용 (李允用)                      | 이윤용 (李允用)                      | 이윤용 (李允用)                      |                                      |                                      |                 |                 |                 |                 | 이완용 (李完用) 이호석(李鎬奭)의 차남으로 출생 이호준의 아들로 입적 | 이완용 (李完用) 이호석(李鎬奭)의 차남으로 출생 이호준의 아들로 입적 | 이완용 (李完用) 이호석(李鎬奭)의 차남으로 출생 이호준의 아들로 입적 | 이완용 (李完用) 이호석(李鎬奭)의 차남으로 출생 이호준의 아들로 입적 | 이완용 (李完用) 이호석(李鎬奭)의 차남으로 출생 이호준의 아들로 입적 | 이완용 (李完用) 이호석(李鎬奭)의 차남으로 출생 이호준의 아들로 입적 |  |  |                 |                 |                 |                 | 조씨(趙氏)      | 조씨(趙氏)      | 조씨(趙氏)      | 조씨(趙氏)      | 조씨(趙氏)      | 조씨(趙氏)      |                 |                 |                 |                 |                 |                 |                 |                 | 조민희 (趙民熙) | 조민희 (趙民熙) | 조민희 (趙民熙) | 조민희 (趙民熙) | 조민희 (趙民熙) | 조민희 (趙民熙) |  |  |  |  |  |  |  |  |  |  |  |  |  |  |  |  |
| 이씨(李氏)                              | 이씨(李氏)                              | 이씨(李氏)                              | 이씨(李氏)                              | 이씨(李氏)                              | 이씨(李氏)                              |                 |                 |                 |                 |                 |                 | 이윤용 (李允用) | 이윤용 (李允用) | 이윤용 (李允用)                      | 이윤용 (李允用)                      | 이윤용 (李允用)                      | 이윤용 (李允用)                      |                                      |                                      |                 |                 |                 |                 | 이완용 (李完用) 이호석(李鎬奭)의 차남으로 출생 이호준의 아들로 입적 | 이완용 (李完用) 이호석(李鎬奭)의 차남으로 출생 이호준의 아들로 입적 | 이완용 (李完用) 이호석(李鎬奭)의 차남으로 출생 이호준의 아들로 입적 | 이완용 (李完用) 이호석(李鎬奭)의 차남으로 출생 이호준의 아들로 입적 | 이완용 (李完用) 이호석(李鎬奭)의 차남으로 출생 이호준의 아들로 입적 | 이완용 (李完用) 이호석(李鎬奭)의 차남으로 출생 이호준의 아들로 입적 |  |  |                 |                 |                 |                 | 조씨(趙氏)      | 조씨(趙氏)      | 조씨(趙氏)      | 조씨(趙氏)      | 조씨(趙氏)      | 조씨(趙氏)      |                 |                 |                 |                 |                 |                 |                 |                 | 조민희 (趙民熙) | 조민희 (趙民熙) | 조민희 (趙民熙) | 조민희 (趙民熙) | 조민희 (趙民熙) | 조민희 (趙民熙) |  |  |  |  |  |  |  |  |  |  |  |  |  |  |  |  |
|                                         |                                         |                                         |                                         |                                         |                                         |                 |                 |                 |                 |                 |                 |                 |                 |                                      |                                      |                                      |                                      |                                      |                                      |                 |                 |                 |                 |                                                                     |                                                                     |                                                                     |                                                                     |                                                                     |                                                                     |  |  |                 |                 |                 |                 |                 |                 |                 |                 |                 |                 |                 |                 |                 |                 |                 |                 |                 |                 |                 |                 |                 |                 |                 |                 |  |  |  |  |  |  |  |  |  |  |  |  |  |  |  |  |
|                                         |                                         |                                         |                                         |                                         |                                         |                 |                 |                 |                 |                 |                 |                 |                 |                                      |                                      |                                      |                                      |                                      |                                      |                 |                 |                 |                 |                                                                     |                                                                     |                                                                     |                                                                     |                                                                     |                                                                     |  |  |                 |                 |                 |                 |                 |                 |                 |                 |                 |                 |                 |                 |                 |                 |                 |                 |                 |                 |                 |                 |                 |                 |                 |                 |  |  |  |  |  |  |  |  |  |  |  |  |  |  |  |  |
|                                         |                                         |                                         |                                         |                                         |                                         | 이명구 (李明九) | 이명구 (李明九) | 이명구 (李明九) | 이명구 (李明九) | 이명구 (李明九) | 이명구 (李明九) |                 |                 |                                      |                                      | 이승구 (李升九)                      | 이승구 (李升九)                      | 이승구 (李升九)                      | 이승구 (李升九)                      | 이승구 (李升九) | 이승구 (李升九) |                 |                 | 임걸귀                                                              | 임걸귀                                                              | 임걸귀                                                              | 임걸귀                                                              | 임걸귀                                                              | 임걸귀                                                              |  |  |                 |                 | 이항구 (李恒九) | 이항구 (李恒九) | 이항구 (李恒九) | 이항구 (李恒九) | 이항구 (李恒九) | 이항구 (李恒九) |                 |                 | 김진구 (金鎭九) | 김진구 (金鎭九) | 김진구 (金鎭九) | 김진구 (金鎭九) | 김진구 (金鎭九) | 김진구 (金鎭九) |                 |                 | 조중수 (趙重壽) | 조중수 (趙重壽) | 조중수 (趙重壽) | 조중수 (趙重壽) | 조중수 (趙重壽) | 조중수 (趙重壽) |  |  |  |  |  |  |  |  |  |  |  |  |  |  |  |  |
|                                         |                                         |                                         |                                         |                                         |                                         | 이명구 (李明九) | 이명구 (李明九) | 이명구 (李明九) | 이명구 (李明九) | 이명구 (李明九) | 이명구 (李明九) |                 |                 |                                      |                                      | 이승구 (李升九)                      | 이승구 (李升九)                      | 이승구 (李升九)                      | 이승구 (李升九)                      | 이승구 (李升九) | 이승구 (李升九) |                 |                 | 임걸귀                                                              | 임걸귀                                                              | 임걸귀                                                              | 임걸귀                                                              | 임걸귀                                                              | 임걸귀                                                              |  |  |                 |                 | 이항구 (李恒九) | 이항구 (李恒九) | 이항구 (李恒九) | 이항구 (李恒九) | 이항구 (李恒九) | 이항구 (李恒九) |                 |                 | 김진구 (金鎭九) | 김진구 (金鎭九) | 김진구 (金鎭九) | 김진구 (金鎭九) | 김진구 (金鎭九) | 김진구 (金鎭九) |                 |                 | 조중수 (趙重壽) | 조중수 (趙重壽) | 조중수 (趙重壽) | 조중수 (趙重壽) | 조중수 (趙重壽) | 조중수 (趙重壽) |  |  |  |  |  |  |  |  |  |  |  |  |  |  |  |  |
|                                         |                                         |                                         |                                         |                                         |                                         |                 |                 |                 |                 |                 |                 |                 |                 |                                      |                                      |                                      |                                      |                                      |                                      |                 |                 |                 |                 |                                                                     |                                                                     |                                                                     |                                                                     |                                                                     |                                                                     |  |  |                 |                 |                 |                 |                 |                 |                 |                 |                 |                 |                 |                 |                 |                 |                 |                 |                 |                 |                 |                 |                 |                 |                 |                 |  |  |  |  |  |  |  |  |  |  |  |  |  |  |  |  |
|                                         |                                         |                                         |                                         |                                         |                                         |                 |                 |                 |                 |                 |                 |                 |                 |                                      |                                      |                                      |                                      |                                      |                                      |                 |                 |                 |                 |                                                                     |                                                                     |                                                                     |                                                                     |                                                                     |                                                                     |  |  |                 |                 |                 |                 |                 |                 |                 |                 |                 |                 |                 |                 |                 |                 |                 |                 |                 |                 |                 |                 |                 |                 |                 |                 |  |  |  |  |  |  |  |  |  |  |  |  |  |  |  |  |
|                                         |                                         |                                         |                                         |                                         |                                         | 이병태 (李丙台) | 이병태 (李丙台) | 이병태 (李丙台) | 이병태 (李丙台) | 이병태 (李丙台) | 이병태 (李丙台) |                 |                 | 이병길 (李丙吉) 이승구의 아들로 입적 | 이병길 (李丙吉) 이승구의 아들로 입적 | 이병길 (李丙吉) 이승구의 아들로 입적 | 이병길 (李丙吉) 이승구의 아들로 입적 | 이병길 (李丙吉) 이승구의 아들로 입적 | 이병길 (李丙吉) 이승구의 아들로 입적 |                 |                 | 이병희 (李丙喜) | 이병희 (李丙喜) | 이병희 (李丙喜)                                                     | 이병희 (李丙喜)                                                     | 이병희 (李丙喜)                                                     | 이병희 (李丙喜)                                                     |                                                                     |                                                                     |  |  | 이병주 (李丙周) | 이병주 (李丙周) | 이병주 (李丙周) | 이병주 (李丙周) | 이병주 (李丙周) | 이병주 (李丙周) |                 |                 | 이병철 (李丙喆) | 이병철 (李丙喆) | 이병철 (李丙喆) | 이병철 (李丙喆) | 이병철 (李丙喆) | 이병철 (李丙喆) |                 |                 | 이병오 (李丙吾) | 이병오 (李丙吾) | 이병오 (李丙吾) | 이병오 (李丙吾) | 이병오 (李丙吾) | 이병오 (李丙吾) |                 |                 |  |  |  |  |  |  |  |  |  |  |  |  |  |  |  |  |

- 아버지: 이호준 (이완용의 양아버지)
- 어머니: 이름 미상
  - 양 동생 : 이완용(李完用, 1857년 7월 17일 - 1926년 2월 12일)
  - 누이: 풍양 조씨 조성하에게 출가
  - 누이: 연안 김씨 김준연에게 출가
  - 누이: 청주 한씨 한관수에게 출가
  - 누이: 양주 조씨 조영희에게 출가
  - 누이: 해평 윤씨 윤성구에게 출가
  - 누이: 안동 김씨 김진규에게 출가
  - 누이: 안동 김씨 김은규에게 출가
- 처 : 전주이씨, 흥선대원군의 서녀
- 처 : 김씨, 김기태(金箕台)의 딸
- 아들: 이명구(李明九)
- 손자: 이병태(李丙台)
- 손자: 이병옥(李丙玉, 1913년 - 1989년)
- 장인 : 흥선대원군(1820년 - 1898년)
  - 처남 : 완은군 이재선(完恩君 李載善, 1842년 - 1881년)
    - 처조카 : 이관용

## 이재선 사건 고변 원인
그는 이재선 모역 사건을 고종과 민비에게 고해 바쳤다. 이윤용이 보기에 흥선대원군은 권력을 잡기 위해 이재선을 이용하려고만 했다.
친아들을 죽음으로 몰아넣으면서까지 권력을 잡으려는 흥선대원군의 잔혹함에 이윤용은 치를 떨었다. 이윤용의 생각대로 흥선대원군은 위정척사파의 쿠데타가 성공했을 때와 실패했을 때 모두를 상정하고 대책을 세웠다. 성공한다면 이재선을 왕으로 추대하고 자신은 섭정이 될 계획을 세웠다. 반면 실패한다면 모든 책임을 이재선에게 뒤집어씌우고 자신은 빠져나올 계획을 세웠다.
이윤용은 '이루어지지 못하면 천하고 어리석은 내 자식을 죽게 만드는데 불과하다고 하여 드디어 우물쭈물 모호하게 자식 을 사지로 밀어 넣은 셈이 될수 있으니, 이는 크게 인륜을 저 버리고 도리에 어긋난 행위'라고 보았던 것이다.

## 기타
- 이호준은 이완용을 양자를 들였지만 살아 생전에 자신의 친핏줄인 서자 이윤용에게 재산을 많이 물려주었다. 그러나 이완용은 고관대작인 아버지가 그에게 재산을 물려주지 않는 것을 탓하거나 비난하는 사람들의 말 조차 그는 개의치 않고 서운한 기색 하나 나타내지 않았다. 이완용은 "나는 다른 사람의 양자다. 나를 양자로 삼은 것은 오로지 조상의 제사를 끊이지 않도록 하기 위함이다. 내가 양자로 들어온 이후 재산을 물려받은 것이 없다 하였더라도 어찌 나의[10] 책임을 소홀히 하여 나를 양자로 데려온 본 뜻을 저버릴 수 있겠는가.[11]" 라고 말하면서 일년에 열두 번씩 돌아오는 제사와 네 번의 절사, 한달에 두 번씩 치르는 차례상을 지성으로 지냈다. 관직에 있을 때도 출근하지 않고 사람도 접촉하지 않으면서 하루 종일 의관을 갖추고 정성을 다했다고 한다.[11]

- 이윤용은 관료로 활동하며 대한제국에서는 1등8괘장(一等八卦章), 태극장, 대훈(大勳) 이화장(李花章)을 받았고, 일본 정부의 활동 적극적으로 협력한 공로로 일본국 훈1등욱일대수장(勳一等旭日大綬章)·욱일동화대수장(旭日桐花大綬章)을 수여받았다.

## 참고 자료
- 친일반민족행위진상규명위원회 (2007년 12월). 〈이윤용〉 (PDF). 《2007년도 조사보고서 II - 친일반민족행위결정이유서》. 서울. 308~326쪽쪽. 발간등록번호 11-1560010-0000002-10. [깨진 링크(과거 내용 찾기)]
- 김영균 (2005년 8월 29일). “조부는 나라 팔고, 손자는 작위 받고 - '부자·형제·부부·사돈' 친일가족 여럿.. 이완용 3대 세습”. 오마이뉴스. 2007년 11월 27일에 확인함.